# Maison de correction d’État de l'Ohio
Ohio State Reformatory
La maison de correction d’État de l'Ohio (en anglais : Ohio State Reformatory ou OSR), également connu sous le nom de Mansfield Reformatory, est une ancienne prison américaine reconvertie en musée située à Mansfield, dans l'Ohio, et inscrite au Registre national des lieux historiques depuis 1983.

## Histoire
Le bâtiment a été construit en 1886 dans le but de donner une meilleure chance de réhabilitation aux jeunes délinquants condamnés pour la première fois pour des infractions non violentes. 
Dans les années 1970, l'établissement devient une prison à sécurité maximum et obtient la réputation d'être un établissement où règnent la brutalité et où les conditions sont inhumaines.
La prison ferme en 1990.

## La prison dans l'art et la culture

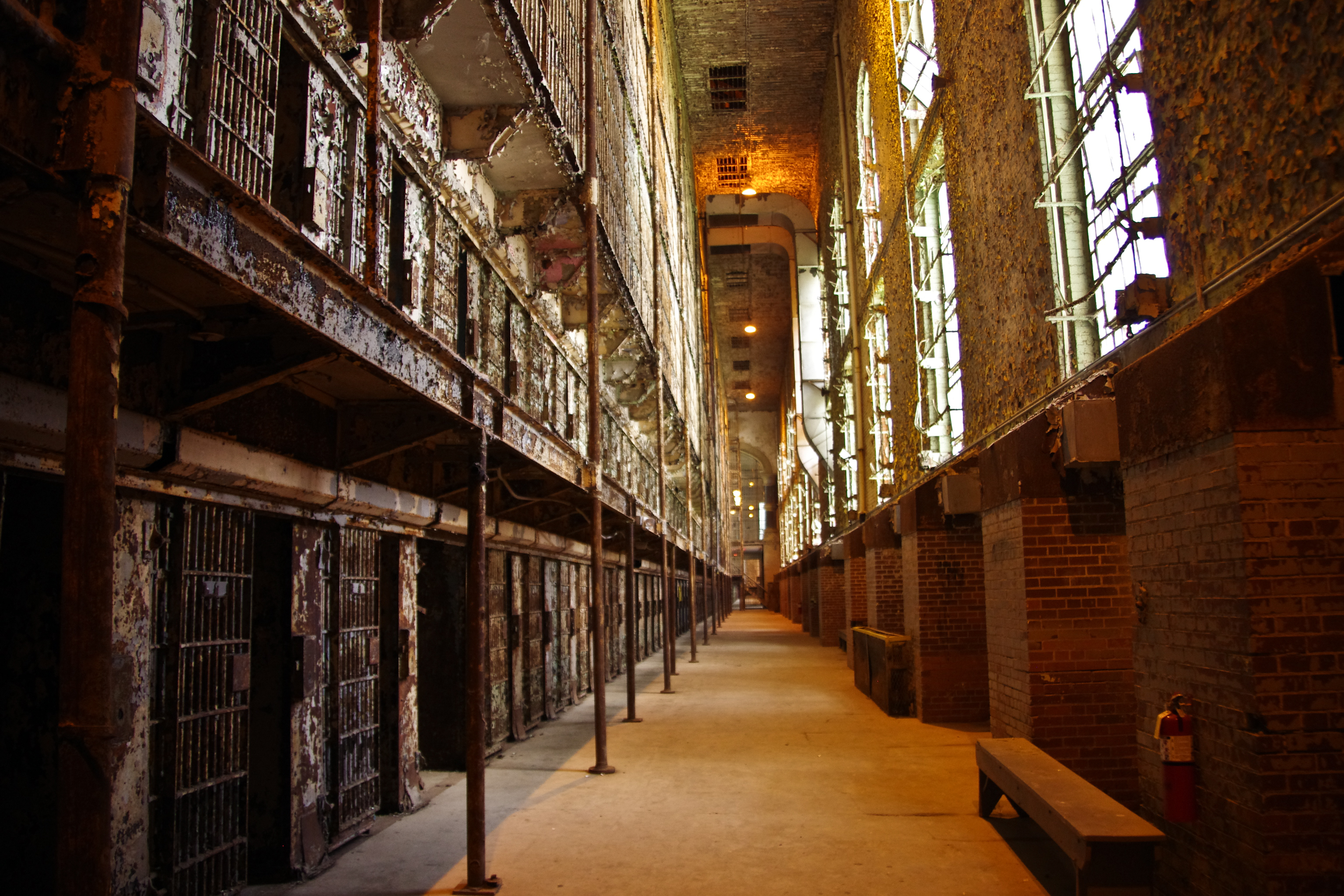
L'intérieur du bâtiment

Le bâtiment a été transformé en musée en 1995 et a aussi servi de décor à plusieurs films, notamment quelques scènes du film Les Évadés (1994), représentant la prison d'État de Shawshank, ainsi que le cadre de diverses émission sur le paranormal, puisque la prison serait réputée hantée.